# Zambesa walkeri
Zambesa walkeri är en tvåvingeart som beskrevs av Carl Ludwig Doleschall 1858. Zambesa walkeri ingår i släktet Zambesa och familjen parasitflugor. Inga underarter finns listade i Catalogue of Life.